# Могилів-Подільський медичний фаховий коледж
Могилів-Подільський медичний коледж — вищий навчальний заклад у місті Могилів-Подільський Могилів-Подільського району Вінницької області України.

## Історія
У зв'язку з розширенням мережі медичних установ у 1930-ті роки постало питання про підготовку додаткової кількості медичних кадрів.
У 1935 році народний комісаріат охорони здоров'я СРСР ухвалив рішення про створення медичної школи в місті Могилів-Подільський. У квітні 1936 року медична школа з дворічним терміном навчання було відкрито, у серпні 1936 року вона оголосила набір абітурієнтів із 7-класною освітою. Діяли два відділення (що готували медсестер та акушерок). Перші заняття розпочалися у будівлі школи №47, але у грудні 1936 року медшкола купила приватний будинок (по вул. Комсомольська, 5), який був переобладнаний у навчальний корпус.
У 1937 році місто стало районним центром, у цей час тут діяли 4 лікарні, один диспансер, водолікарня та дитяча поліклініка. Цього ж року для медшколи купили ще один приватний будинок, у якому було відкрито гуртожиток на 15 місць. Загалом, на початок німецько-радянської війни школа встигла підготувати 562 медичних працівника.
Після початку війни з 23 червня 1941 року почалися повітряні бомбардування міста. Випускники, що завершили навчання, були направлені у військкомат із присвоєнням ним звання «медсестра», разом з ними добровольцем до РККА вступив директор медшколи М. Д. Шенфельд.
4 липня 1941 року радянські війська відступили на лівий берег Дністра, 7 липня 1941 року почалися бої за Могилів-Подільський. 19 липня 1941 року він був окупований німецько-румунськими військами і включений до складу Румунії. Наприкінці липня 1941 року будинок став частиною гетто.
19 березня 1944 року місто було звільнено радянськими військами.
Внаслідок бойових дій та окупації місто серйозно постраждав, проте вже в 1944 році медшкола відновила роботу (були набрані чотири навчальні групи) і продовжила підготовку медсестер.
12 липня 1954 року школу було перетворено на Могилів-Подільське медичне училище.
У 1966 році на баланс училища передали дві будівлі площею 800 кв.м, що дозволило збільшити кількість учнів — з 250 осіб до 578 осіб у 1967-1968 навчальному році.
20 квітня 2005 року рішенням Вінницької обласної ради медичне училище було перейменовано на «Могилів-Подільський медичний коледж».

## Сучасний стан
Комунальна установа охорони здоров'я «Могилів-Подільський медичний коледж» Вінницької обласної ради є державним вищим навчальним закладом І рівня акредитації, який готує молодших медичних фахівців за чотирма спеціальностями: «Лікувальна справа», «Акушерська справа» та «Стоматологія».